# エデア
エデア（Edéa）は、カメルーンの都市。人口122,300人（2001年）。リトラル州に属し、サナガ川沿いに位置する。

## 交通
カメルーン鉄道によって、内陸の首都ヤウンデや海港ドゥアラと連絡している。

## 経済
エデア近郊のサナガ川にはダムが建設されており、そこの水力発電所で発電された電力を利用するため、アルミニウムの精錬工場を始め、鉄鋼や製材などの工場が建設されている。とくにアルミニウム工場（ALUCAM）はカメルーン最大の工場である。また、エデア近郊ではアブラヤシやカカオ、バナナの生産が盛んである。
2007年9月、エデアから海岸のクリビまでの鉄道支線を建設する計画が発表された。